# Joachim Wedekind
Joachim Wedekind (* 26. Februar 1925 in Berlin; † 7. April 1963 in München) war ein deutscher Schauspieler, Hörspielautor und Drehbuchautor.

## Leben
Wedekind erhielt seinen Schauspielunterricht an der Ausbildungsanstalt für Bühnennachwuchs von Lilly Ackermann. Schon während des Zweiten Weltkrieges wirkte er in einigen Filmen mit.
In der Nachkriegszeit begann er mit dem Verfassen von Hörspielen und Drehbüchern. Seine Hörspiele hatten Titel wie Donner über der Stadt, Tendenz lustlos, Das Kind im Jeep und Alles Reklame. In den 1950er-Jahren war er als Autor oder Co-Autor an zahlreichen deutschen Spielfilmen beteiligt, von denen Ich denke oft an Piroschka besonders erfolgreich war. Wedekind setzte seinem Leben selbst ein Ende.

## Filmografie
Schauspieler
- 1943: Paracelsus
- 1943: Reise in die Vergangenheit
- 1949: Anonyme Briefe

Drehbuchautor
| - 1951: Blut ist Leben - 1951: Professor Nachtfalter - 1952: Die Försterchristel - 1952: Pension Schöller - 1952: Die Wirtin von Maria Wörth - 1953: Die Junggesellenfalle - 1953: Maske in Blau - 1953: Die Rose von Stambul - 1953: Die geschiedene Frau - 1953: Heimlich, still und leise - 1954: Gitarren der Liebe - 1954: An jedem Finger zehn - 1955: Gestatten, mein Name ist Cox - 1955: Ingrid – Die Geschichte eines Fotomodells - 1955: Drei Mädels vom Rhein - 1955: Solang’ es hübsche Mädchen gibt - 1955: Mädchen ohne Grenzen | - 1955: Ich denke oft an Piroschka - 1956: Kleines Zelt und große Liebe - 1957: Das Mädchen ohne Pyjama - 1957: Gruß und Kuß vom Tegernsee - 1958: Liebe kann wie Gift sein - 1958: Wenn die Conny mit dem Peter - 1959: Immer die Mädchen - 1959: Tausend Sterne leuchten - 1959: Die ideale Frau - 1959: Liebe verboten – Heiraten erlaubt - 1959: Ein Tag, der nie zu Ende geht - 1960: Mit 17 weint man nicht - 1960: Pension Schöller - 1960: Brücke des Schicksals - 1962: Warten auf Dodo - 1962: Papiermühle |